# Metasia morbidalis
Metasia morbidalis là một loài bướm đêm trong họ Crambidae.